# Kucharki
Kucharki – wieś w Polsce położona w województwie wielkopolskim, w powiecie pleszewskim, w gminie Gołuchów.
Wieś położona w dolinie rzeki Trzemnej.
W latach 1954–1971 wieś należała i była siedzibą władz gromady Kucharki, po jej zniesieniu w gromadzie Gołuchów.

## Historia

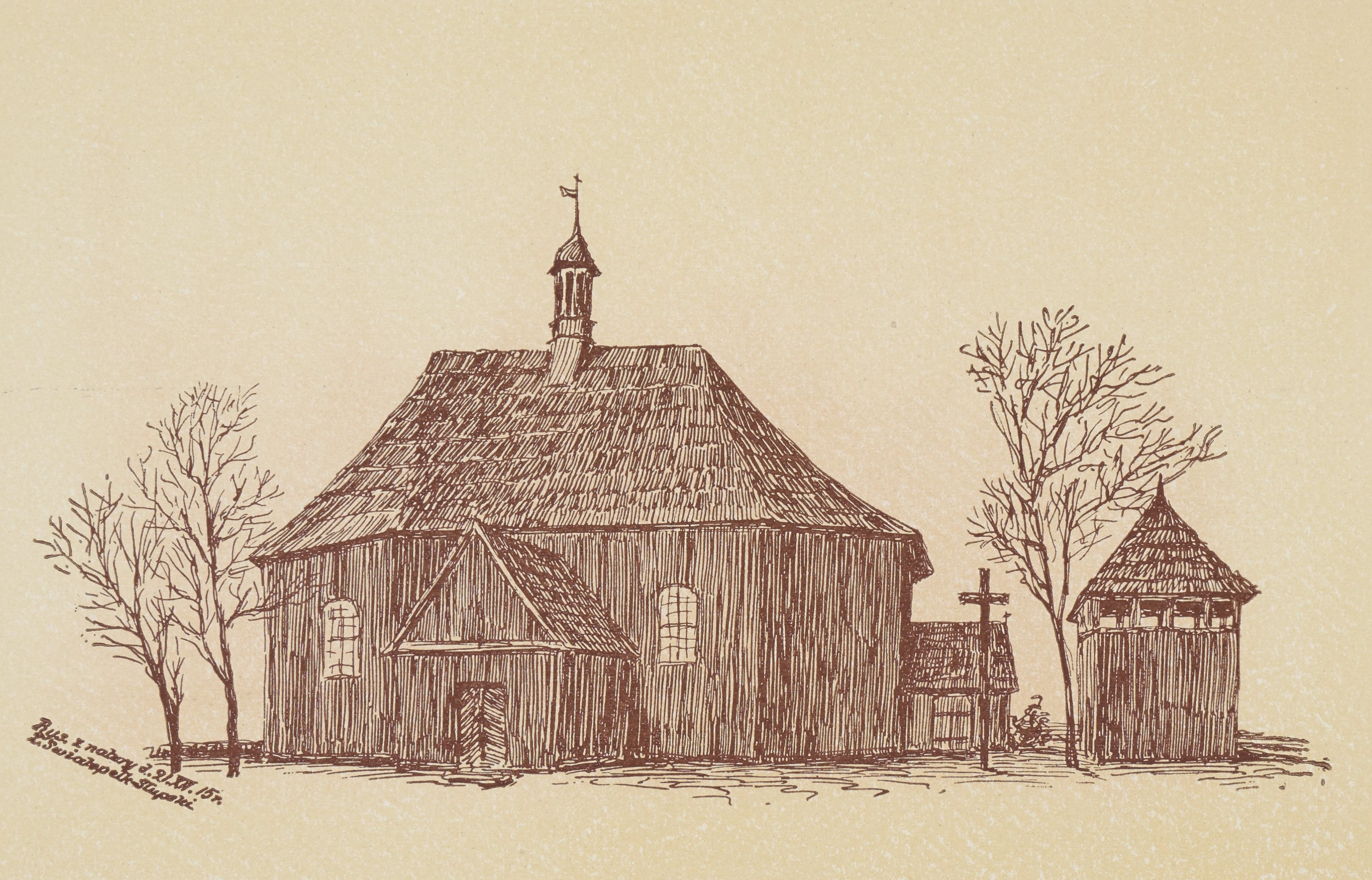
Widok kościoła Świętej Trójcy przed 1917

Miejscowość, o której wzmiankowano w 1495 roku, lub jak podają inne źródła już w 1288 r. (dziedziczył wtedy Kucharki Świętomir). Dawniej wieś była nazywana Kucharami Rycerskimi. Zasłynęła na dobre w 1613 r., kiedy to odbył się w niej głośny proces o czary. Należała m.in. do Wieniawitów, a od XVI w. do Wczelów i Korabiów Kucharskich. Przed połową XIX w. tutejszy majątek został podzielony na 2 folwarki należące do różnych właścicieli. W 1939 w wyniku walk zginęło tutaj 8 mieszkańców, którzy stawili czynny opór najeźdźcy.

## Zabytki
- Najcenniejszym zabytkiem jest zrębowy drewniany kościół pw. Świętej Trójcy. Powstał w 1754 r. w miejscu poprzedniego, który spłonął, z fundacji ówczesnego właściciela wsi, stolnika sochaczewskiego Walentego Trąpczyńskiego. Ma nietypowy plan wydłużonego ośmioboku i brak wydzielonego prezbiterium, a na krytym gontami dachu widnieje wieżyczka na sygnaturkę. Wyposażenie wnętrza pochodzi częściowo z XVII i XVIII w. Unikatowa polichromia z XVIII wieku. Przy kościele znajduje się drewniana dzwonnica z XVIII w. z trzema dzwonami, lipa o obw. 430 cm i drewniane ogrodzenie z bramką, wzniesione w 1949 r.
- Położoną w sąsiedztwie plebanię, krytą dachem naczółkowym, zbudowano w 1922 r. o układzie dwutraktowym.
- Dalej na południe, przy drodze do Czechla, znajduje się kościół parafialny Matki Boskiej Częstochowskiej, z pięciokondygnacyjną wieżą z boku, wyróżniający się postmodernistyczną architekturą, przebudowany w latach 1956-58 z budynku gospodarczego.
- Na położonym naprzeciwko cmentarzu pochowano Michała Zawieję, 21-letniego powstańca poległego 04.02.1919 r. w starciu pod Zmyśloną Ligocką.

## Obecnie
- W Kucharkach funkcjonuje 8-klasowa Szkoła Podstawowa i Przedszkole, mające 185-letnią historię.
- We wsi znajduje się Dom Kultury i funkcjonuje Zespół Ludowy "Iwonki"